# Distretto di Thierstein
Il distretto di Thierstein è un distretto del Canton Soletta, in Svizzera. Confina con i distretti di Dorneck a nord-est, di Thal a sud, con il Canton Basilea Campagna (distretti di Waldenburg a est e di Laufen a nord), con il Canton Berna (regione del Giura Bernese) a sud-ovest, con il Canton Giura (distretto di Delémont) a ovest e con la Francia (dipartimento dell'Alto Reno nel Grand Est) a nord-ovest. Il capoluogo è Breitenbach.

## Comuni
Amministrativamente è diviso in 12 comuni:
- Bärschwil
- Beinwil
- Breitenbach
- Büsserach
- Erschwil
- Fehren
- Grindel
- Himmelried
- Kleinlützel
- Meltingen
- Nunningen
- Zullwil